# Burkhart Ebe
Karl Maria Burkhart Ebe (auch: Burkhart Ebe-Kleinecke; * 4. November 1881 in Berlin; † 16. Februar 1949 in Radebeul) war ein deutscher Bildhauer und Plastiker.

## Leben und Wirken

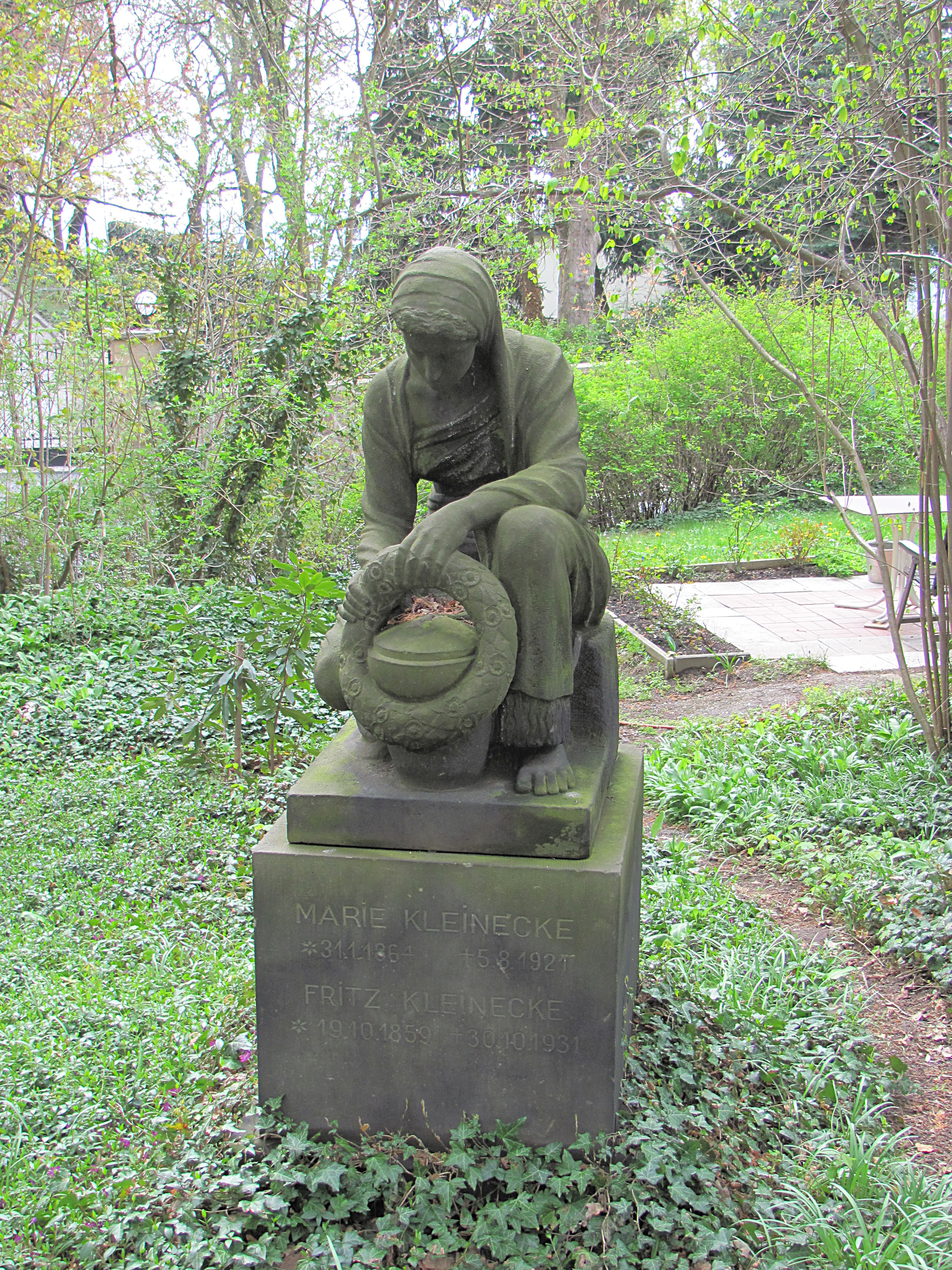
Grabmal von Bildhauer Ebe für den Schwiegervater Kleinecke, heute im ehemaligen Grundstück

Burkhart Ebe wurde als Sohn des Architekten Gustav Ebe geboren. Er studierte an der Königlichen Akademie der Künste zu Berlin als Meisterschüler bei Ludwig Manzel. Einen Italien-Aufenthalt von 1911 bis 1912 konnte Ebe durch ein Stipendium der Dr.-Paul-Schulze-Stiftung antreten, in Rom Aufenthalt in der Villa Strohl-Fern, das er als Preis für den Entwurf eines Brunnenreliefs für die Akademie erhalten hatte. Auf dieser Reise lernte er den kunstinteressierten Berliner Weingroßhändler Fritz Kleinecke kennen, mit dem ihn eine enge Freundschaft verband und der sein Schwiegervater wurde.
1920 übersiedelte er mit seiner Familie nach Niederlößnitz, wo Fritz Kleinecke die Villa Columbia in der Mohrenstraße 14/16 erworben hatte. Dort richtete er sich eine Atelier-Werkstatt ein. Aus Dankbarkeit gegenüber seinem Mäzen und Schwiegervater nahm Ebe später den Namen Ebe-Kleinecke an.
Zur großen Bandbreite seiner zahlreichen Arbeiten, vor allem im Raum Radebeul und Zittau, zählen unter anderem Schmuckreliefs an verschiedenen Gebäuden (zum Beispiel ein Luther-Relief am Eingang des Gemeindesaals der Friedenskirchgemeinde Kötzschenbroda), Standbilder, Grabmale, Porträtbüsten (u. a. von dem Naturheilkundler Friedrich Eduard Bilz, dem Kunstkritiker Alfred Kerr und dem Maler Paul Sinkwitz), sowie Kleinplastiken aus Sand- und Kunststein, Bronze, Marmor, Keramik und Porzellan. Im Wettbewerb für die Gestaltung eines Kriegerdenkmals in Neuhausen/Erzgeb. erhielt er 1922 den ersten Preis. Über einen Dresdner Steinmetz als Zwischenhändler gelangten einige Arbeiten von Ebe im Zusammenhang mit weiteren Ankäufen von Werken anderer mitteldeutscher Bildhauer aus der Dresdner Jubiläums-Gartenbau-Ausstellung 1926 (6. Jahresschau Deutscher Arbeit) auch bis in den Park von Gut Schwaighof bei Augsburg.
Ebe war Mitglied des Reichsverbands Bildender Künstler Deutschlands und in der Zeit des Nationalsozialismus der Reichskammer der bildenden Künste.
Der Bildhauer Hermann Naumann war 1946 Schüler von Burkhart Ebe.

## Werke (Auswahl)

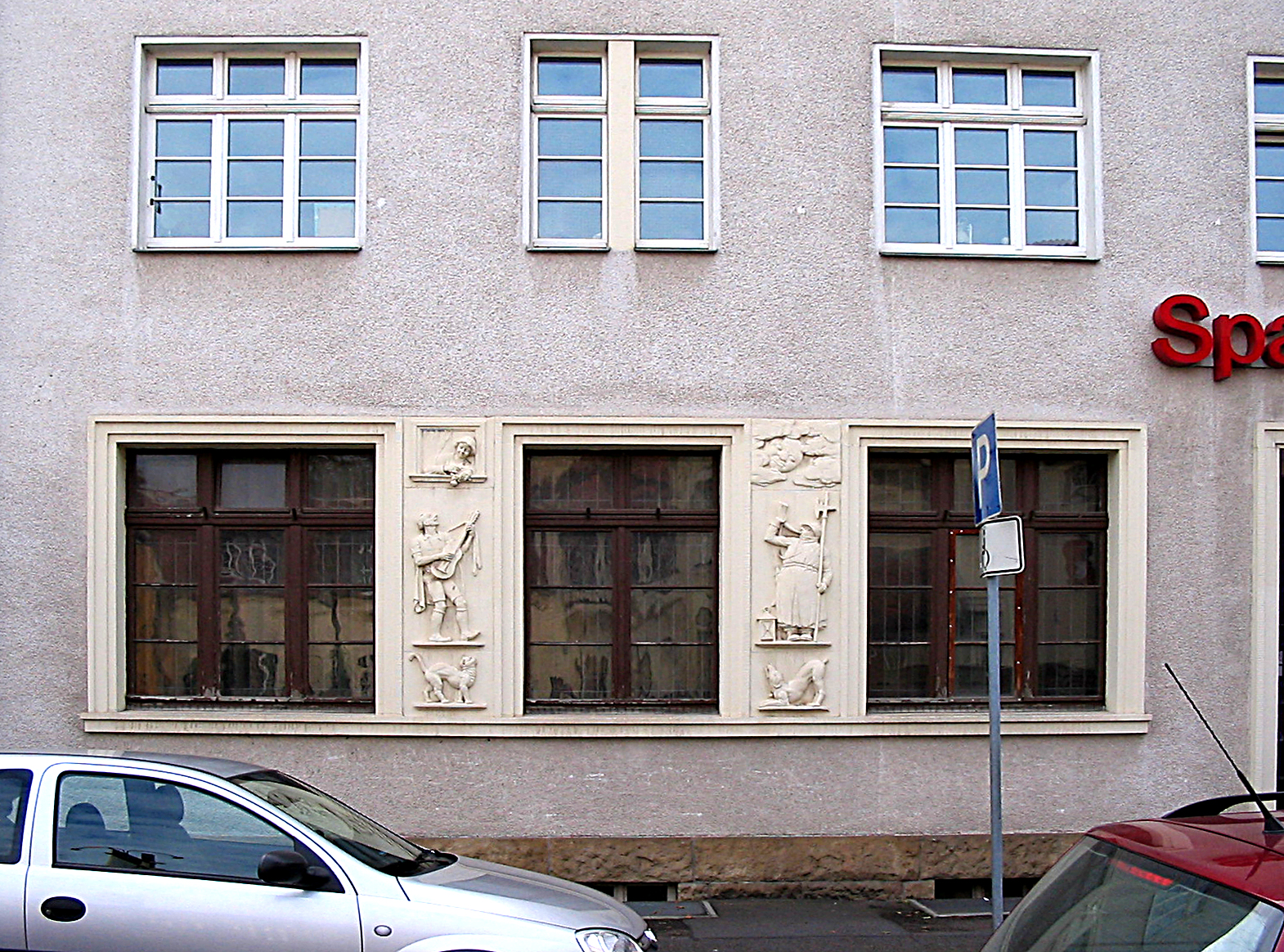
Genreszenen, Hermann-Ilgen-Straße

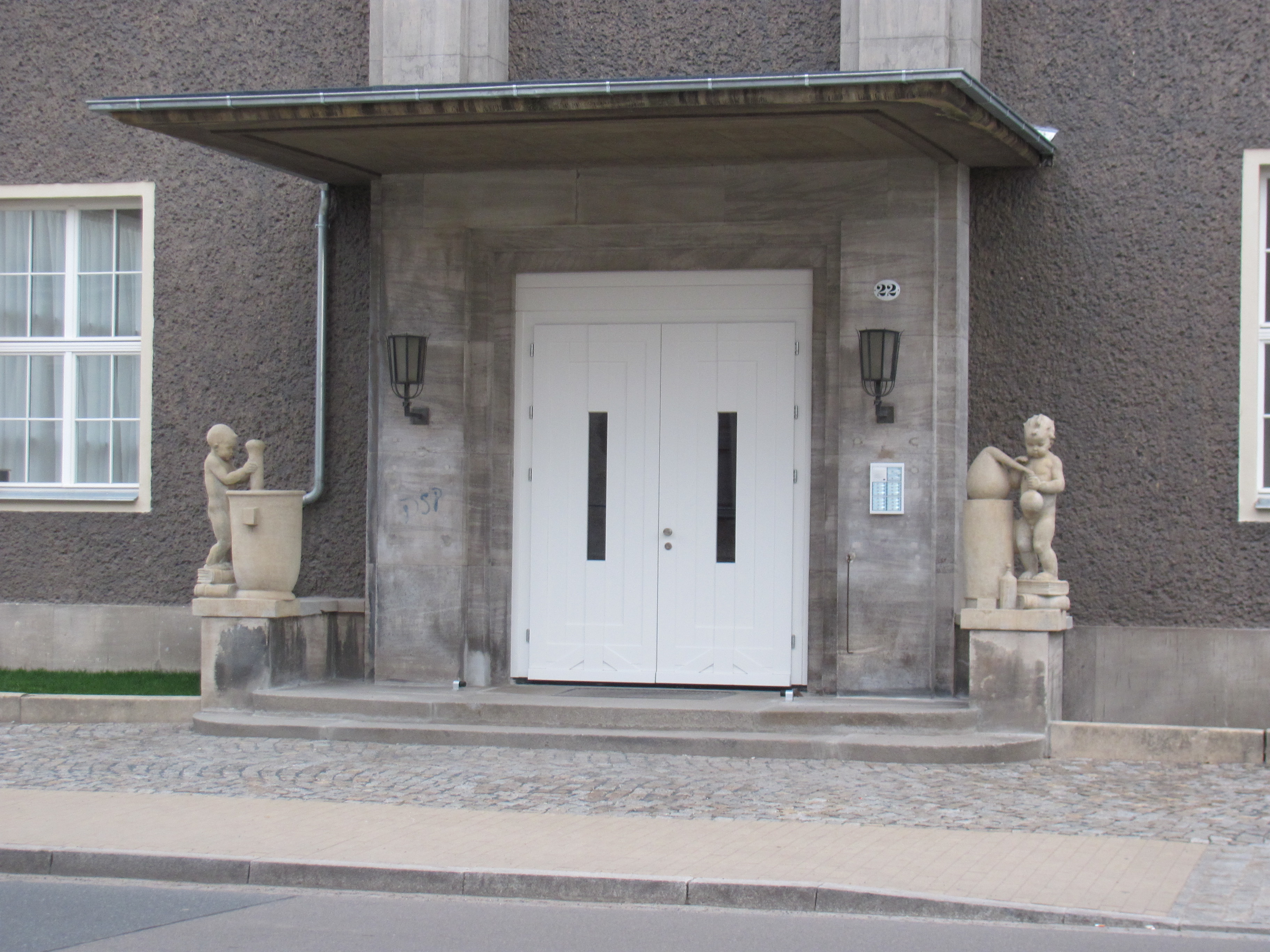
Kunststeinplastiken Kinder mit pharmazeutischen Geräten

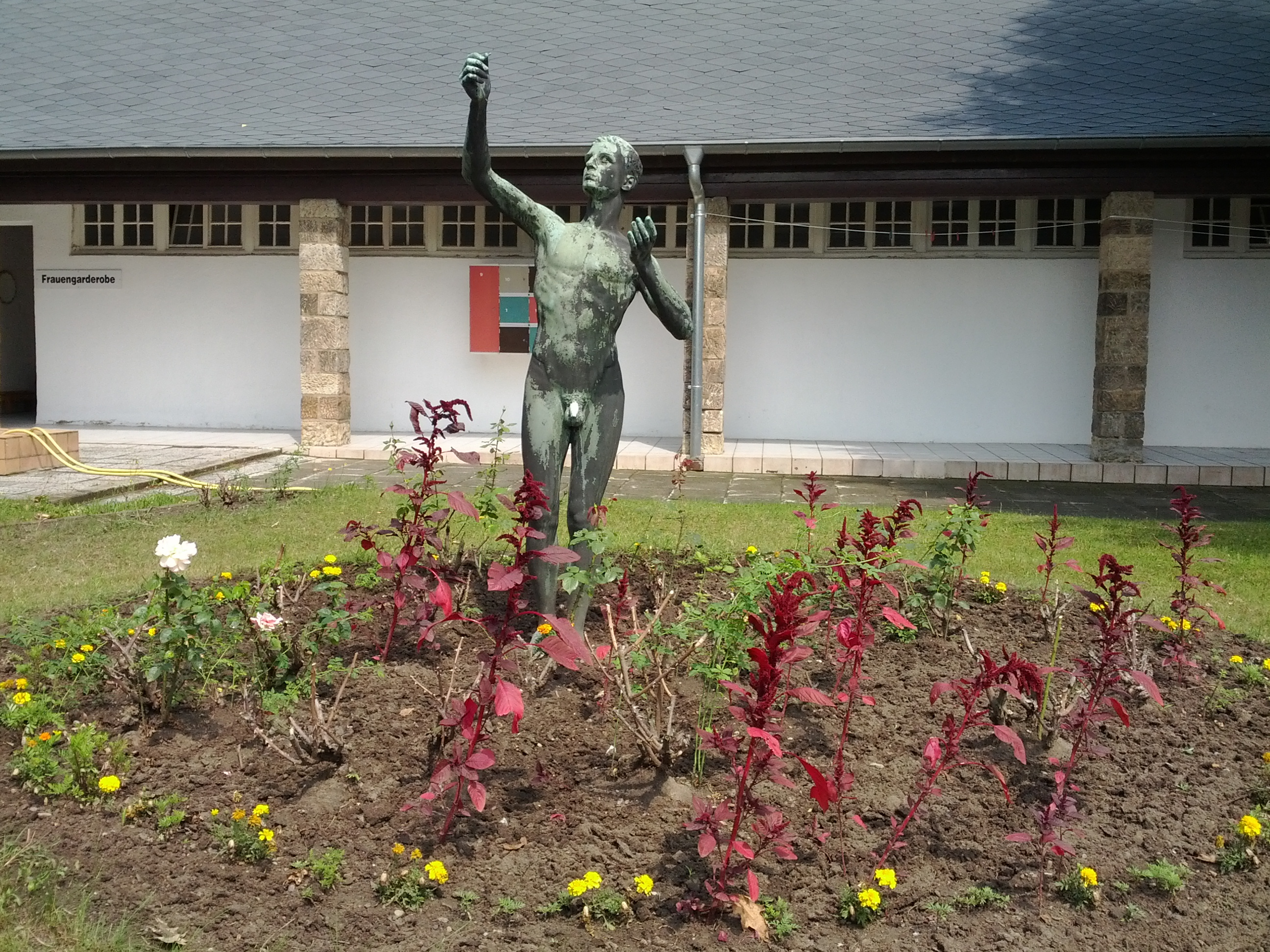
Jüngling im Lößnitzbad

- 1925: Kriegerdenkmal und ein Relief mit Schnitter und Pflüger (Galvanoplastik, durch die Galvanoplastische Kunstanstalt der Württembergischen Metallwarenfabrik in Geislingen ausgeführt)
- um 1926: Entwurf der Skulptur „Flora mit Putto“, Oberlößnitz, Hörningplatz (Ausführung durch den Bildhauer Ernst Thalheim)
- 1929: Lutherrelief am Lutherhaus, Kötzschenbroda
- 1930/1931: Putten in Kunststein, Haus Keyl, Oberlößnitz, Hoflößnitzstraße 68
- 1931/1932: Sandsteinskulptur, ehemals Grabmal für Marie und Fritz Kleinecke auf dem Friedhof Radebeul-West (aufgelöst), jetzt Mohrenstraße 16 (Einzeldenkmal)
- 1934: Reliefs mit Genreszenen (Musikanten, Nachtwächter, Wirtsleute, Musikanten), Sparkassengebäude Kötzschenbroda, Hermann-Ilgen-Straße 28

- Jugendlicher Bogenschütze (Bronze; 1937 auf der Großen Deutschen Kunstausstellung)[2]
- Mutter und Kind (Bronze; 1937 auf der Großen Deutschen Kunstausstellung)[3]

- 1938: Reliefs mit Familienszenen, Radebeul, Siedlung der Landessiedlungsgesellschaft Sachsen, Brockwitzer Straße 2/4 und Kötitzer Straße 137
- 1938: Kunststeinplastiken Kinder mit pharmazeutischen Geräten am Fabrikgebäude Madaus in Radebeul, Gartenstraße 22
- 1938: Bronze Sitzfigur einer Trauernden, Grabmal Koebig und Thoenes, Friedhof Radebeul-Ost
- Puttengruppe aus Sandstein, Villa Tautzschgenhof, Radebeul
- Kunststeinrelief Weinlese, Hoflößnitz
- Jünglingsplastik im Lößnitzbad, Fabrikstraße 47
- Porträtbüsten (u. a. vom Maler Paul Sinkwitz, Kunstkritiker Alfred Kerr, Pfarrer Karl Josef Friedrich, Weingroßhändler Fritz Kleinecke)

### Seine Werke in Bautzen
- 1927 Grabmal Kleiber auf dem Taucherfriedhof
- 1935 Grabmal Stecher auf dem Taucherfriedhof
- 1937 Grabmal Kranz auf dem Protschenberg-Friedhof
- Grabmal Eisenschmidt auf dem Taucherfriedhof

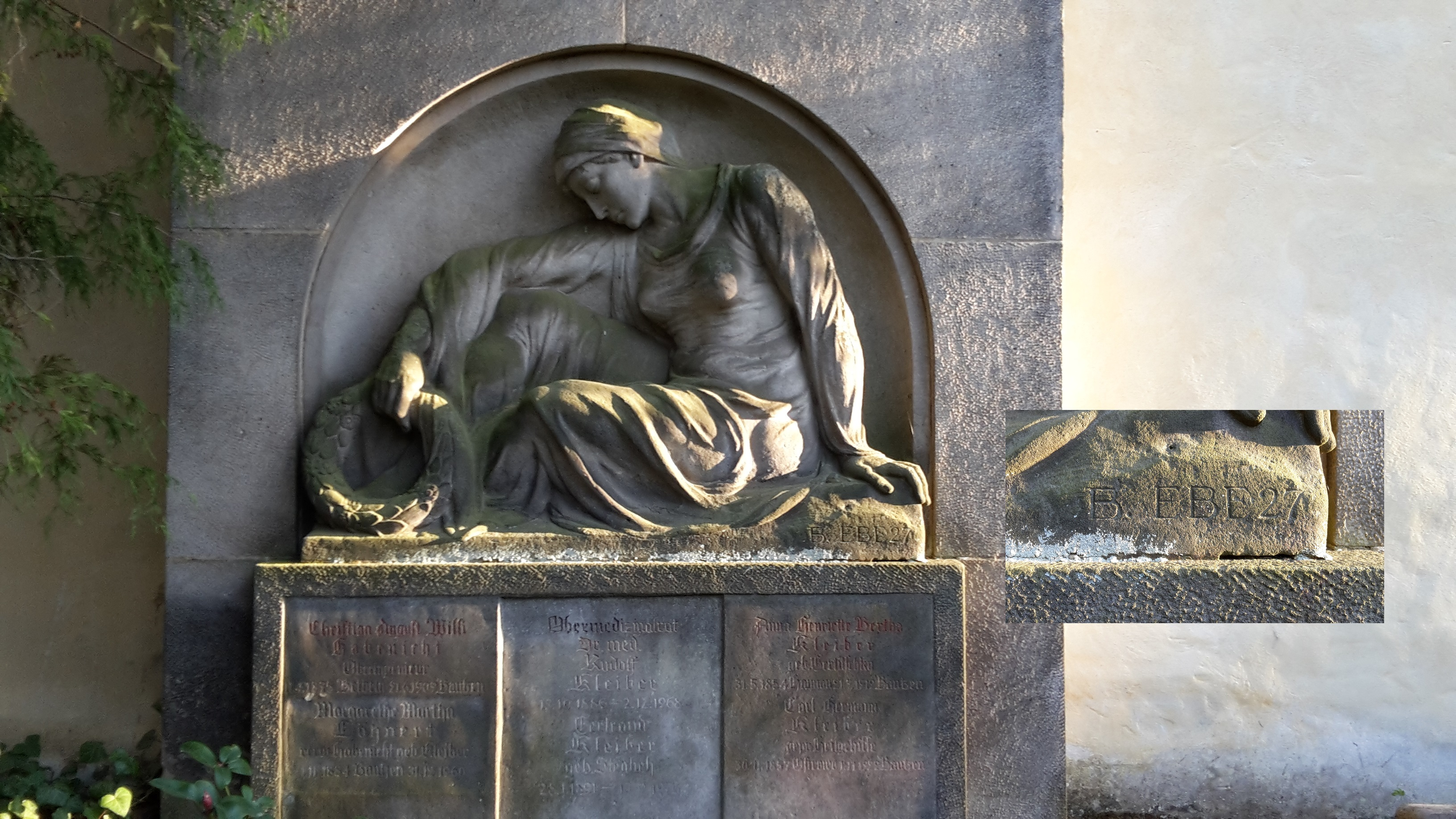
Grabmal Kleiber Taucherfriedhof
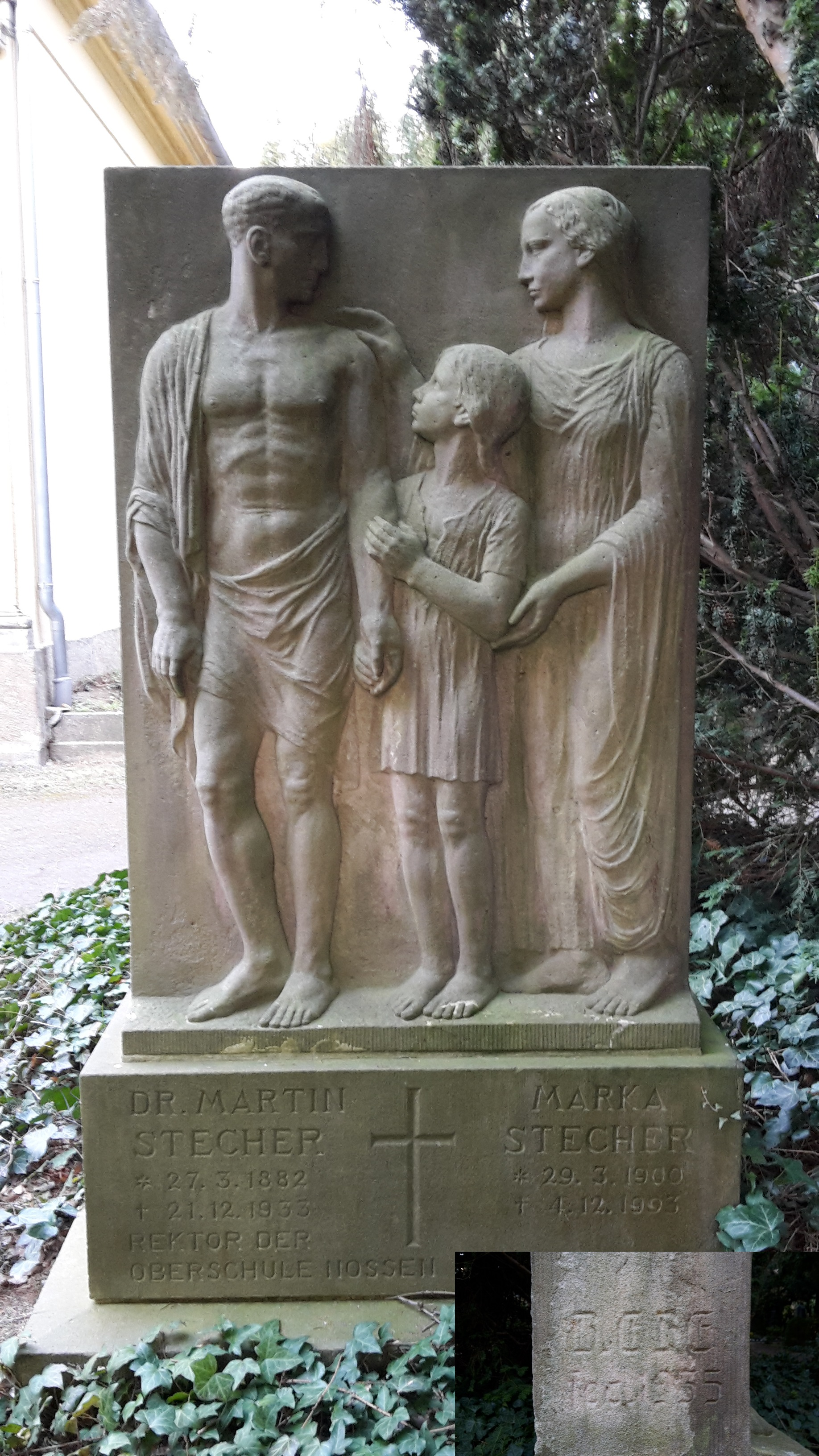
Grabmal Stecher Taucherfriedhof
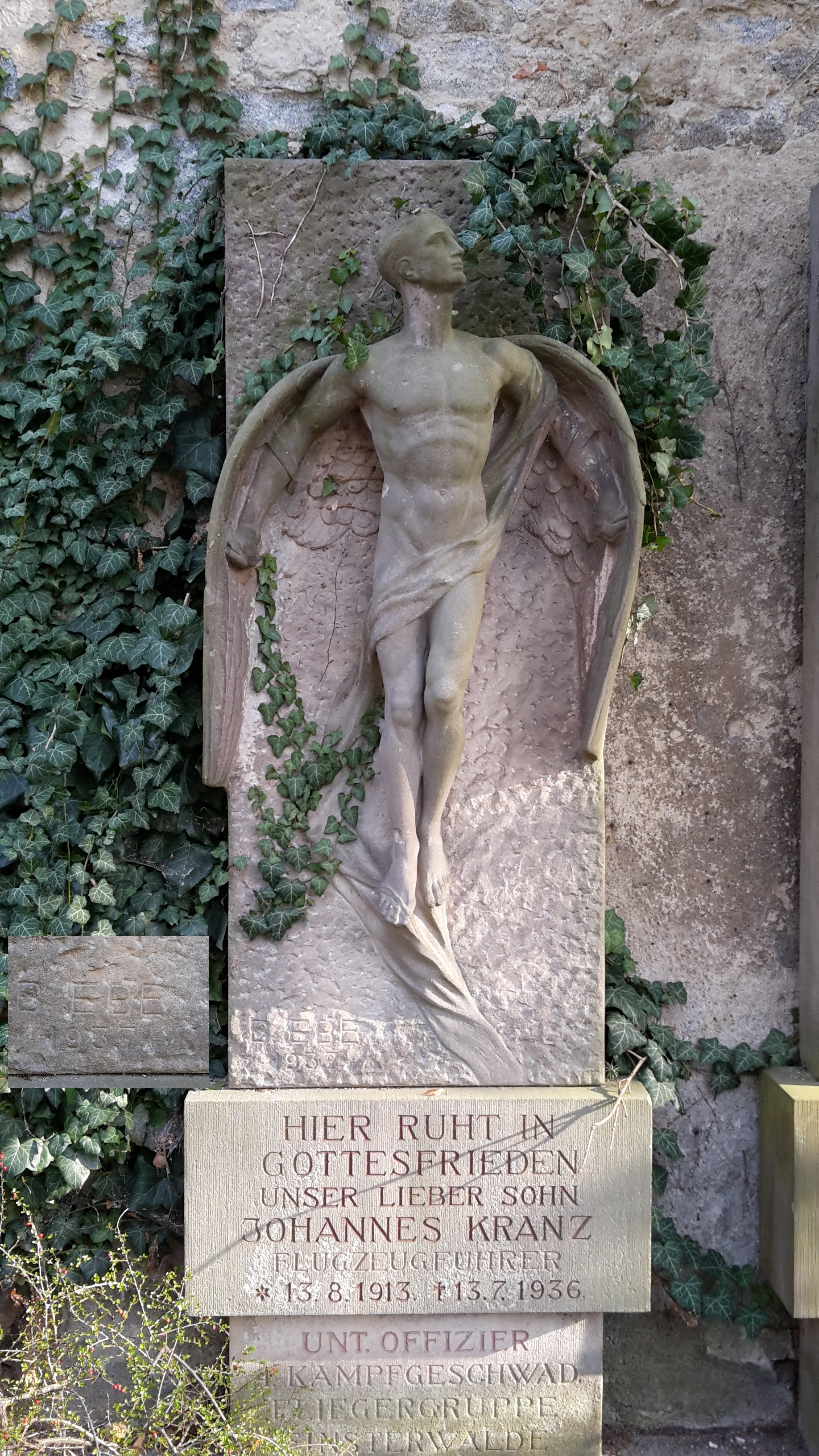
Grabmal Kranz Protschenberg-Friedhof
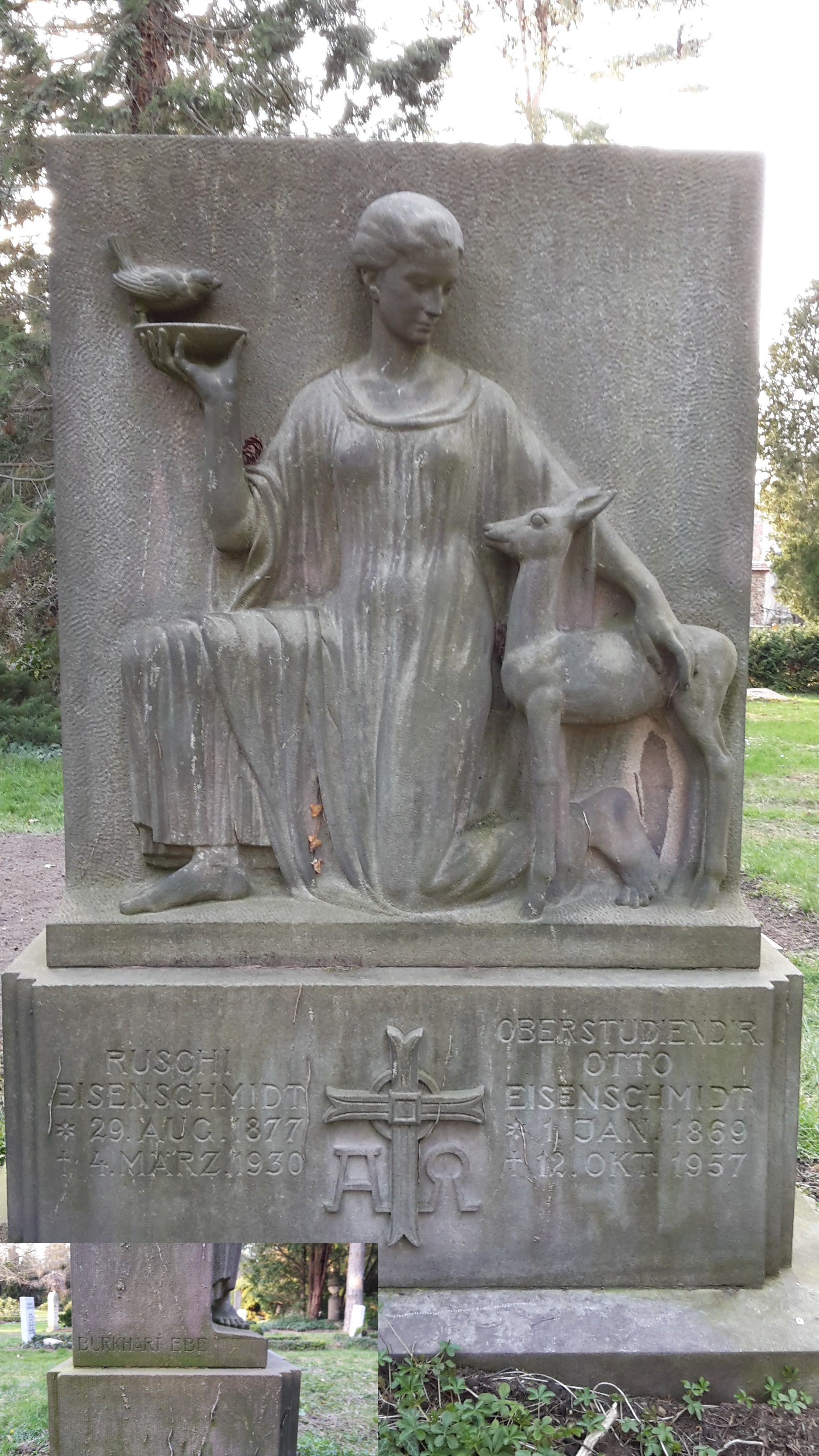
Grabmal Eisenschmidt Taucherfriedhof

## Sicher belegte Teilnahme an Ausstellungen in der Zeit des Nationalsozialismus
- 1934 und 1935: Dresden, Brühlsche Terrasse („Sächsische Kunstausstellung“)
- 1936: Dresden („Kunstausstellung Dresden“)
- 1937: München („Große Deutsche Kunstausstellung“)
- 1940: Dresden („Dresdner Künstlerbund. Erste Ausstellung Kriegsjahr 1940“)